# Alföldi Tudományos Intézet
Az Alföldi Tudományos Intézet (röviden: ATO) az alföldi tér és társadalom sajátos problémáinak egyetemes érvényű, szisztematikus, interdiszciplináris megközelítésű, összehasonlító és rendszeres vizsgálatára létesült kutatóintézet.

## Története
A kutatócsoport a Regionális Kutatások Központja Alföldi Tudományos Intézeteként kezdte meg működését 1983-ban. Az intézet szellemi elődje a Dunántúli Tudományos Intézettel egy időben létesült Szegeden. Az intézet első egysége az MTA Földrajztudományi Kutató Intézete Alföldi Kutatócsoportjaként Békéscsabán szerveződött meg 1973-ban. Az 1982-ben létrehozott kecskeméti Településkutató Csoporttal együtt került át a két egység az 1983-ban alapított Regionális Kutatások Központja kutatóhálózatába. Az 1992-ben megalakult szolnoki és debreceni csoportokkal együtt szerveződött Alföldi Tudományos Intézetté a négy alföldi városban működő egység. 2008-ban a szolnoki csoport megszűnt, így a KRTK létrejöttekor 2012-ben már csak 3 kutatócsoport tartozott az Intézethez. Az MTA intézeteinek átszervezése után e kutatócsoportok a Közgazdaság- és Regionális Tudományi Kutatóközpont Regionális Kutatások Intézete keretében tudományos osztályt alkotva folytatták munkájukat, majd 2013-ban a debreceni csoport is megszűnt, így jelenleg az osztály csupán két telephelyen működik, Kecskeméten, illetve Békéscsabán.

## Kutatások

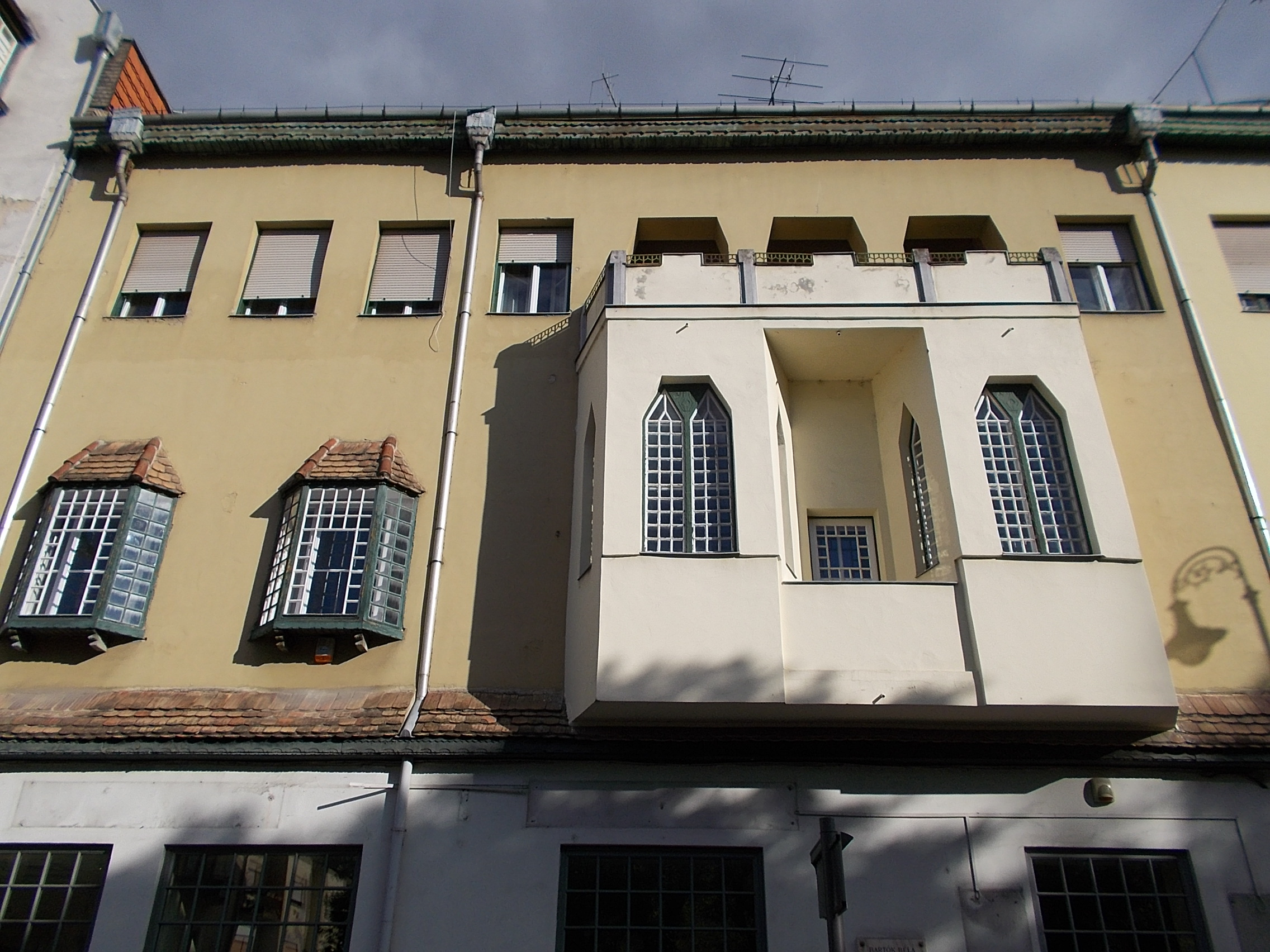
Az ATO kecskeméti telephelyét is tartalmazó épület

Az Alföldi Tudományos Osztály kutatásainak elsődleges célterületét képező Alföld nagyrégió sajátos környezeti konfliktusai, gazdaságának és kitüntetett fontosságú agráriumának jellegzetességei, településhálózatának a világon egyedülálló genetikája, társadalmának táji és kulturális tagoltsága, a régió egyes tájai, térségei különleges zártságának és nyitottságának, fejlettségének és elmaradottságának a térbelisége, modernizációs kényszereinek, különleges területi problémáinak sokasága mind olyan regionális kutatási témát kínál, amelyekkel az osztály kollektívája foglalkozik.
Az osztály emellett a Regionális Kutatások Intézetének szerves részeként aktívan bekapcsolódik országos és nemzetközi kitekintésű kutatásokba is, elsősorban a térbeli társadalmi egyenlőtlenségek újratermelődését, a társadalmi-gazdasági területi folyamatok környezeti, illetve a klímaváltozáshoz kapcsolódó kölcsönhatásait, a területi közigazgatás, kormányzás, és a közszolgáltatások térbeliségét, a vidéki térségek átalakulását érintő témákban. Szintén egyre hangsúlyosabb szerepet kapnak az osztály, illetve kutatóinak munkájában az elméleti és módszertani munkák (kortárs térelméletek, gazdasági-társadalmi térfolyamatok komplex modellezése, kritikai földrajz, a társadalmi anómia vizsgálata, egyenlőtlen területi fejlődés elméleti kérdései stb.)
A sok irányban futó alapkutatások mellett az osztály kutatási egységeiben olyan alkalmazott kutatások is folynak, amelyek segítséget, alapot adnak terület- és településfejlesztési problémák megoldásához, fejlesztési koncepciók, stratégiák vagy programok kidolgozásához. Az osztály kutatói fontos feladatuknak tartják felsőoktatási tevékenységüket, illetve a helyi tudományos és társadalmi életben való aktív részvételt. A két telephelyen működő könyvtári egység jelentős segítséget nyújt a térségben tanuló diákoknak és egyéb szakmai érdeklődőknek.
Jelenlegi kutatási területek:
- A területfejlesztés nemzetközi környezete, az Európai Unió kohéziós politikája és támogatási gyakorlata
- Kelet-Közép-Európa területi fejlődése
- Magyarország térfolyamatai és területi politikája
- A gazdaság térszerkezetét befolyásoló tényezők
- Tértípusok és településhálózat
- A közigazgatási és intézményi rendszer hatása a versenyképességre és a területi kohézióra
- Humán erőforrások és szociális környezet, társadalmi tőke
- A környezetvédelem területi kérdései
- A területi kutatások módszertana

Az intézet adta ki 1977 és 2003 között az Alföldi Tanulmányok című tudományos folyóiratot, mely az alföldet érintő interdiszciplináris kutatások és a tájra jellemző egyedi problémák megoldási lehetőségeinek bemutatására koncentrált.

## Ismert kutatók
Csatári Bálint (geográfus)